# Хенштет (Штајнбург)
Хенштет (њем. Hennstedt) општина је у њемачкој савезној држави Шлезвиг-Холштајн. Једно је од 112 општинских средишта округа Штајнбург. Према процјени из 2010. у општини је живјело 597 становника. Посједује регионалну шифру (AGS) 1061036.

## Географски и демографски подаци
Хенштет се налази у савезној држави Шлезвиг-Холштајн у округу Штајнбург. Општина се налази на надморској висини од 67 метара. Површина општине износи 10,3 km². У самом мјесту је, према процјени из 2010. године, живјело 597 становника. Просјечна густина становништва износи 58 становника/km².